# Ricanoptera opaca
Ricanoptera opaca är en insektsart som beskrevs av William Lucas Distant 1906. Ricanoptera opaca ingår i släktet Ricanoptera och familjen Ricaniidae. Inga underarter finns listade i Catalogue of Life.